# Dendrobium gibsonii
Dendrobium gibsonii là loài lan bản địa của châu Á trong chi Lan hoàng thảo.
 Tư liệu liên quan tới Dendrobium gibsonii tại Wikimedia Commons